# Leo Paper Group
Die Leo Paper Group mit Hauptsitz in Hongkong ist ein chinesischer Druckereikonzern. Das Unternehmen begann 1982 als Hersteller von Papiertüten. Über die Jahre wurde das Geschäft um den Buchdruck und den Druck von Grußkarten, Kalendern, Verpackungen und Brett- und Kartenspielen ergänzt. Alleine im Hauptwerk in Heshan in der Provinz Guangdong arbeiteten 2018 über 18.000 Menschen. Der Standort in Heshan wurde 1994 eröffnet und beherbergt 90 Bogenoffsetdruckmaschinen der Marken Komori, Heidelberg und KBA. Im Jahr 2006 lag der Exportanteil des Unternehmens nahe 100 %. Der Standort Heshan bietet Werksunterkünfte für mindestens 12.000 Arbeiter, die aus entfernteren Regionen der VR China stammen.